# めたる村田
めたる村田（めたるむらた、本名：非公表、生年月日非公開 ）は、日本の雑誌編集者、eスポーツ解説者。

## 来歴・人物
中学時代は野球部に所属。
2014年より実況パワフルプロ野球攻略wiki(ファミ通.com)にてパワプロアプリの攻略情報を連載。これ以降、パワプロアプリに関するイベントや配信にゲスト、解説者として参加。
2017年から始まった「パワプロアプリ チャンピオンシップス（通称：パワチャン）」では、パワプロアプリ部門の解説者を務めている。
2019年に出版された「2分ではじめるシリーズ　実況パワフルプロ野球」では監修を務めた。
実況パワフルプロ野球シリーズに出てくる「蛇島桐人」に似ていることを認めている。

## 出演
- パワプロTV（YouTube）
- 月2学園パワプロ部（YouTube）